# Bản tình ca cuối cùng (phim)
The Last Song là một bộ phim Mỹ được phát triển song hành với cuốn tiểu thuyết cùng tên của nhà văn Nicholas Sparks. Đạo diễn của phim là Julie Anne Robinson, đây cũng là lần đầu cô làm đạo diễn. Bộ phim có những diễn viên chính là Miley Cyrus, Greg Kinnear và Liam Hemsworth. Nội dung phim xoay quanh về một cô gái nổi loạn nối lại tình cảm cha con với một người cha xa lạ và phải lòng với một chàng trai trên một bãi biển miền nam yên tĩnh giữa mùa hè. Offspring Entertainment sản xuất bộ phim cho Touchstone Pictures, một nhãn hiệu con của công ty Walt Disney.
Nicholas Sparks đã được liên hệ để viết kịch bản cũng như tiểu thuyết. Sparks hoàn thành kịch bản vào tháng 1 năm 2009, trước khi viết xong tiểu thuyết, khiến cho The Last Song trở thành tác phẩm đầu tiên của ông viết dựa vào một bộ phim. Nơi quay phim ban đầu được bố trí ở Nam Carolina như trong tiểu thuyết nhưng sau đó chuyển về Georgia sau nhiều tháng lập chiến dịch thu hút bộ phim. Phim trường được dựng tại đảo Tybee, Georgia, gần Savannah, Georgia. Đây là bộ phim đầu tiên quay ở đảo Tybee của tiểu bang Georgia. Việc quay phim kéo dài từ 15 tháng 6 đến 18 tháng 8 năm 2009, chủ yếu ở bãi biển và trong căn nhà của Steve. The Last Song lúc đầu được dự kiến phát hành rộng rãi vào ngày 8 tháng 1 năm 2010, nhưng sau đó bị hoãn lại tới ngày 31 tháng 3 năm 2010. Buổi ra mắt thế giới của phim được tổ chức ở Los Angeles, California vào ngày 25 tháng 3 năm 2010. Bộ phim ban đầu được dự kiến phát hành ở Việt Nam vào ngày 30 tháng 4 năm 2010, tuy nhiên sau đó đã bị lùi lại xuống đầu tháng 9.

## Kịch bản
Veronica "Ronnie" Miller là cô gái 17 tuổi nổi loạn. Ba năm trước đó, cha mẹ cô ly hôn, người cha chuyển đến sống ở Georgia. Ronnie là thần đồng chơi piano nhưng khi bố cô, Steve, ly hôn với mẹ, Ronnie không muốn chơi nhạc nữa và không muốn trò chuyện với cha mình kể từ khi ông rời nhà. Ronnie đã được chấp nhận vào trường đại học Juilliard, nhưng cô từ chối vào học.
Bây giờ, mẹ cô, Kim, gửi Ronnie và em trai cô, Jonah, đến nhà ông Steve nhằm nối lại tình cha con giữa cô và bố cô khi Ronnie được nghỉ hè. Steve, cựu giáo sư trường Juilliard và là nghệ sĩ dương cầm hòa nhạc, hiện đang sống yên tĩnh tại đảo Tybee, tại bãi biển Georgia nơi ông lớn lên, đang làm cửa sổ kính màu cho nhà thờ ở đó để thay thế sau khi nhà thờ bị cháy trong hỏa hoạn.
Khi đến chỗ cha mình, Ronnie cảm thấy bực mình, giận dữ và cảm thấy nghi ngờ những người xung quanh mình, kể cả anh chàng đẹp trai Will Blakelee - cho đến khi, cô và Will tham gia vào chiến dịch bảo vệ rùa biển, cô tự nhiên cảm thấy mình hiểu Will rất nhiều. Ronnie phải lòng với Will. Và sau đó, nhờ âm nhạc, tình cảm cha con giữa Ronnie và ông Steve đã được hàn gắn sau bao năm rạn nứt.

## Dàn diễn viên
- Miley Cyrus trong vai Veronica "Ronnie" Miller
- Greg Kinnear trong vai Steve Miller, bố của Ronnie
- Liam Hemsworth trong vai Will Blakelee
- Bobby Coleman trong vai Jonah Miller, em trai của Ronnie
- Kellie Preston trong vai Kim, vợ của Steve, mẹ của Ronnie và Jonah
- Nick Lashaway trong vai Marcus
- Carly Chaikin trong vai Blaze
- Adam Barnett trong vai Teddy
- Nick Searcy trong vai Tom Blakelee
- Melissa Ordway trong vai Ashley
- Carrie Malabre trong vai Cassie
- Rhoda Griffis trong vai Bác sĩ
- Lance E. Nichols trong vai Pastor Charlie Harris
- Hallock Beals trong vai Scott
- Stephanie Leigh Schlund trong vai Megan Blakelee